# Нісшун-Мару
Нісшун-Мару (Nisshun Maru) — транспортне судно, яке під час Другої світової війни взяло участь в операціях японських збройних в архіпелазі Бісмарка.
Нісшун-Мару спорудили в 1941 році на верфі Nippon Kokan на замовлення компанії Nissan Kisen.
Згодом судно реквізували для потреб Імперського флоту Японії.
24 серпня 1942-го Нісшун-Мару вийшло з Йокосуки та попрямувало на острів Сайпан (Маріанські острови). Невдовзі воно опинилось на острові Нова Британія у Рабаулі — головній передовій базі японців в архіпелазі Бісмарка, з якої провадились операції на Соломонових островах та сході Нової Гвінеї. 2 жовтня воно вийшло звідси до якірної стоянки Шортленд — захищеної островами Шортленд акваторії біля південного узбережжя острова Бугенвіль. Саме тут часто відстоювались легкі бойові кораблі та судна, що брали участь у важкій битві за розташований далі на схід острів Гуадалканал, котра точилась вже два місяці.
16 квітня 1943-го судно вийшло разом з конвоєм із Палау (важливий транспортний хаб на заході Каролінських островів) до Рабаулу, маючи на борту продовольство, генеральні вантажі та кореянок для розваг японських військовиків. Близько опівдня 18 квітня в районі п'ять сотень кілометрів на північний захід від острова Новий Ганновер підводний човен «Драм» торпедував та потопив Нісшун-Мару. Загинуло 35 осіб, інших підібрав мисливець за підводними човнами CH-18.